# ローマン・グリフィン・デイヴィス
ローマン・グリフィン・デイヴィス（Roman Griffin Davis, 2007年3月5日 - ）は、イングランドの子役である。映画『ジョジョ・ラビット』（2019年）でタイトルキャラクターを演じて注目を集め、クリティクス・チョイス・アワードやゴールデングローブ賞にノミネートされた。

## 生い立ち
2007年にイングランドのロンドンで生まれる。フランスとイギリスの二重国籍である。父は撮影監督のベン・デイヴィス、母は脚本家・映画監督のカミーユ・グリフィン、祖父は撮影監督・カメラオペレーターのマイク・デイヴィスである。双子の兄弟が居る。

## キャリア
9歳の頃からオーディションを受け始める。11歳の時に風刺ブラックコメディ映画『ジョジョ・ラビット』（2019年）でデビューする。この映画にはローマンの双子の兄弟もナチ・クローン役で出演している。

## フィルモグラフィ
| 年   | 日本語題 原題                   | 役名               | 備考 |
| ---- | ------------------------------- | ------------------ | ---- |
| 2019 | ジョジョ・ラビット Jojo Rabbit  | ジョジョ・ベツラー |      |
| 2021 | サイレント・ナイト Silent Night | アート             |      |